# J・さいろー
J・さいろー（ジェイ・さいろー、2月9日 - ）は、日本の漫画家、小説家、ゲームシナリオライター。「豺狼出版」・「さいろー書店」名義での同人活動もしている。

## 経歴
- 小学4年生の時に母親が購入した『はてしない物語』を読んだことが小説を描くきっかけになる。
- 1990年、株式会社ウルフ・チーム入社。ゲーム企画職に就く。
- 1991年、ウルフ・チームが株式会社日本テレネットに再合併。同年9月退社。その後有限会社アイオン立ち上げの発起人の一人となる。
- 1993年、有限会社アイオン退社。以降フリーとなり同人活動を始める。
- 1995年、コアマガジン『漫画ばんがいち』7月号に掲載された『徳川玄徳対エルフの小娘』で漫画家デビュー。
- 1998年、同人活動の確定申告を始めたため、著述・出版業の個人事業者になる。
- 1999年、フランス書院『斬! -少女剣客千冬-』で小説家デビュー。

## 作風
- 漫画家時代は、成人向け漫画でもギャグ漫画に近い作風だったが、小説家としては、思春期の少年少女の性への興味から実際に行為を行うまでの流れの描写に定評がある[2]。
- 「いじめ」・「ローティーン」といったテーマに「エロス」を織り交ぜたジュブナイルポルノを執筆。
- アダルトゲームのシナリオライターとしても活動しているが、ジュブナイルポルノでの作風と漫画家時代のギャグ系の作風が入り混じったものが多い。
- 一時期、2007年創刊のガガガ文庫で一般向けライトノベル作家としても活動していた。

## エピソード
- アダルトゲームのシナリオを執筆中にゲームの進行上必要な一枚画が足りずに思い悩み、原画担当へ負担をかけさせまいとして自分でコンテを描いて用意したことがある。
- 『ローデビル!』で担当した幼馴染キャラクターの、冒頭での清楚さから物語中盤以降の淫乱な精液中毒キャラクターへの変貌のギャップがネット上の口コミで評判を広げていき、後にソフト単体での通信販売が開始されるほどになった（元々は3本セットで販売されていたうちの1本）。それ以降アダルトゲームのシナリオを手がける機会が増えていった。
- 漫画家時代は同じく『漫画ばんがいち』で執筆していた秋葉凪樹、太田虎一郎と交流があった。その関係から、2001年と2007年にコアノベルズで作品を発表しているが、同レーベルはこの2作しか刊行しておらず、実質的にJ・さいろー専用レーベルであった。

## 作品

### 漫画
- JACK UP
  - 1997年6月発売、コアマガジン刊、ISBN 4-87734-126-9

### 小説
- 斬! -少女剣客千冬- ナポレオンXXノベルス
  - イラスト：KAME
  - 1999年2月25日発売、フランス書院刊、ISBN 4-8296-3707-2
- 窓際の悪魔
  - イラスト：西口隆之
  - フランス書院の漫画雑誌『コミックJAM』に連載。3号目で廃刊になったため未完。
- SWEET SWEET SISTER コアノベルズ001
  - イラスト：ナヲコ
  - 2001年9月17日発売、コアマガジン刊、ISBN 4-87734-474-8
- ノクターナルプレイグラウンド
  - イラスト：間垣亮太
  - 2004年11月25日発売、司書房刊、ISBN 4-8128-1132-5
- クラスメイト コアノベルズ002
  - イラスト：さそりがため
  - 2007年2月28日発売、コアマガジン刊、ISBN 4-86252-097-9
- 月光のカルネヴァーレ〜白銀のカリアティード〜(1) ガガガ文庫
  - イラスト：大崎シンヤ
  - 2007年5月24日発売、小学館刊、ISBN 4-09-451010-9
- 月光のカルネヴァーレ〜白銀のカリアティード〜(2) ガガガ文庫
  - イラスト：大崎シンヤ
  - 2007年8月17日発売、小学館刊、ISBN 4-09-451022-2
- 月光のカルネヴァーレ〜白銀のカリアティード〜(3) ガガガ文庫 (完結)
  - イラスト：大崎シンヤ
  - 2008年4月18日発売、小学館刊、ISBN 978-4-09-451065-2
- 絶対女王にゃー様(1) ガガガ文庫
  - イラスト：しろ
  - 2009年9月23日発行、小学館刊、ISBN 4-09-451162-8
- 絶対女王にゃー様(2) ガガガ文庫
  - イラスト：しろ
  - 2010年1月24日発行、小学館刊、ISBN 978-4-09-451182-6
- 絶対女王にゃー様(3) ガガガ文庫（完結）
  - イラスト：しろ
  - 2010年8月23日発行、小学館刊、ISBN 978-4-09-451225-0
- 乙女神さんは魅せたがり 美少女文庫
  - イラスト：がおう
  - 2019年5月17日発行、フランス書院刊、ISBN 978-4-82-966468-1

### アダルトゲーム
- 2001年10月26日 - ローデビル! ミレニアム・ボックス（BLACK LIGHT）
- 2003年5月23日 - 塔ノ沢魔術研究会（NOA）
- 2004年3月19日 - フォーチュンクッキー（smart）
- 2004年3月19日 - ろーでび 〜小悪魔的偏愛論〜（BLACK LIGHT）
- 2004年9月17日 - てこいれぷりんせす! 〜僕が見えない君のため〜（propeller）
- 2004年9月24日 - フォーチュンクッキーセレクト（smart）
- 2005年3月25日 - ゆのはな（PULLTOP）
- 2005年6月24日 - ぱいめが（smart）
- 2005年12月16日 - 夜刀姫斬鬼行（Terios）
- 2007年3月23日 - ぱいめがAnotherOnline（美少女ゲーム OnlinePartners）
- 2007年4月13日 - 塔ノ沢魔術研究会+（NOA）
- 2007年12月21日 - Clover Point（Meteor）
- 2009年10月23日 - ハチミツ乙女blossomdays（ルピナス）
- 2009年12月11日 - しろくまベルスターズ♪（PULLTOP）
- 2010年9月24日 - 汐見崎学園演劇部 恋ぷれ 〜あなたといちゃいちゃろーるぷれいんぐ!〜（Meteor）
- 2010年12月24日 - のーぶる☆わーくす（ゆずソフト）
- 2011年5月27日 - カミカゼ☆エクスプローラー!（Clochette）
- 2012年2月24日 - 太陽のプロミア Flowering Days（SEVEN WONDER）
- 2012年3月30日 - DRACU-RIOT!（ゆずソフト）
- 2013年2月22日 - プリズム◇リコレクション!（Clochette）[3]
- 2013年3月29日 - 向日葵の教会と長い夏休み（枕）
- 2013年7月26日 - 天色*アイルノーツ（ゆずソフト）
- 2015年2月27日 - サノバウィッチ（ゆずソフト）
- 2016年7月29日 - 千恋*万花（ゆずソフト）
- 2018年3月30日 - RIDDLE JOKER（ゆずソフト）
- 2019年7月26日 - ココロネ=ペンデュラム!（Clochette）
- 2018年3月30日 - スタディ§ステディ（ま～まれぇど）
- 2019年12月20日 - 喫茶ステラと死神の蝶（ゆずソフト）
- 2022年10月28日 - スタディ§ステディ2（ま～まれぇど）[4]
- 2023年4月28日 - 天使☆騒々 Re-BOOT!（ゆずソフト）
- 2024年2月22日 - イチャ×2スタディ由乃 ～Dear Future～（ま～まれぇど）[5]

### ブラウザゲーム
- 救世少女 メシアガール（2021年、EXNOA）